# سومالی در المپیک تابستانی ۲۰۰۸
سومالی گروهی از نمایندگان خود را برای شرکت در بازی‌های المپیک تابستانی ۲۰۰۸ به پکن، چین اعزام کرد. حضور این کشور در پکن برابر بود با هفتمین حضور آن در بازی‌های المپیک تابستانی از زمان نخستین حضورش در این رقابت‌ها در بازی‌های ۱۹۷۲. گروه نمایندگان سومالی متشکل از دو ورزشکار دو میدانی بود: سامیه یوسف عمر، دوندهٔ سرعت، و عبدالناصر سعید ابراهیم، دوندهٔ استقامت. هیچ‌یک از این ورزشکاران موفق به عبور از دور نخست از رقابت‌های خود نشدند. سرگذشت عمر، که در طول جنگ داخلی سومالی در موگادیشو به تمرین پرداخته‌بود، در آن زمان تحت پوشش رسانه‌ها قرار گرفت و بعداً در پی مرگ او، یک رمان گرافیکی نیز پیرامون سرگذشت او منتشر شد.

## پیش‌زمینه
سومالی، از زمان نخستین حضورش در بازی‌های المپیک تابستانی در سال ۱۹۷۲ در مونیخ، آلمان غربی تا بازی‌های تابستانی ۲۰۰۸ در پکن، چین، در هفت دوره از بازی‌های المپیک تابستانی شرکت کرده‌بود. بیشتری تعداد شرکت‌کنندگان سومالیایی در یک رویداد واحد از بازی‌های المپیک تابستانی برابر با هفت نفر و مربوط به بازی‌های ۱۹۸۴ در لس آنجلس، ایالات متحده آمریکا بود. در این مدت هیچ‌یک از ورزشکاران سومالیایی موفق به کسب مدال در المپیک نشده‌اند.
عبدالناصر سعید ابراهیم برای شرکت در رقابت‌های و ۵٬۰۰۰ متر مردان و سامیه یوسف عمر برای دو ۲۰۰ متر زنان انتخاب شدند. دوران فراه، یکی از مقامات کشور سومالی نیز به‌عنوان پرچم‌دار این کشور در رژهٔ کشورها در مراسم افتتاحیه انتخاب شد.

## دو و میدانی
سومالی دارای یک نمایندهٔ مرد در مسابقات رشتهٔ دو و میانی در بازی‌های سال ۲۰۰۸ بود – عبدالناصر سعید ابراهیم، دوندهٔ ۱۸ سالهٔ دو ۵۰۰۰ متر. او در سومین دور مقدماتی از دور نخست مسابقات، که دور نهایی نیز بود، شرکت کرد و زمان ۱۴:۲۱٫۵۸ را به ثبت رساند. این نتیجه باعث شد تا او با فاصلهٔ ۱۶ ثانیه‌ای پس از عبدالعزیز الادریسی از مراکش، که در جایگاه یازدهم قرار گرفته‌بود، در میان ۱۲ شرکت‌کننده در جایگاه دوازدهم قرار گیرد. با این حال، دو دوندهٔ دیگر در سایر دورهای مقدماتی از ابراهیم کندتر بودند؛ نادر المصری از فلسطین و سو مین تو از میانمار.
سامیه یوسف عمر در سن ۱۶ سالگی تنها شرکت‌کنندهٔ زن سومالیایی در بازی‌های المپیک تابستانی ۲۰۰۸ بود. او تا پیش از آغاز رقابت‌ها تمرین‌های خود را در ورزشگاه موگادیشو و در یک میدان خاکی انجام می‌داد که سطح آن بر اثر اثابت خمپاره ناهموار شده‌بود. او توضیح داده‌بود که به‌هنگام تمرین مرتباً از سوی شبه‌نظامی‌های محلی مشغول مبارزه در جنگ داخلی سومالی مورد آزار و اذیت قرار می‌گرفته‌است و هم دوستان و هم خانواده‌اش او را برای متوقف‌کردن تمرین‌ها تحت فشار قرار می‌دادند. او گفته‌بود که «سومالیایی‌های سنت‌گرا دخترانی که به فعالیت‌هایی نظیر ورزش یا موسیقی بپردازند را فاسد می‌دانند. به این دلیل که آن‌ها در برخی اوقات لباس‌ها یا شلوارک‌های شفاف می‌پوشند؛ بنابراین من از همه‌طرف و از جهات مختلفی تحت فشار بوده‌ام.» او در پی تشویق از سوی مادرش به تمرین‌های خود ادامه داد، اگرچه که به‌دلیل سن و این که از اقلیت‌های قومی بود، انتظار این که برای شرکت در بازی‌های المپیک انتخاب شود را نداشت.
او در ۱۹ اوت از میان شش مسابقهٔ مقدماتی در رقابت‌های دو ۲۰۰ متر زنان، در پنجمین مسابقه شرکت کرد و آن را با ثبت زمان ۳۲٫۱۶ و در جایگاه هشتم یا آخر، با اختلاف ۹ ثانیه‌ای پس از ایزابل لروکس از آفریقای جنوبی به پایان رساند. عمر که هیچ پشتوانهٔ مالی نداشت، با تجهیزاتی در این رقابت‌ها شرکت کرد که از اندازهٔ مناسب برای او برخودار نبودند و از سوی تیم سودان اهدا شده‌بودند، اما با وجود کسب جایگاه آخر، بازتاب او در رسانه‌ها نشان می‌داد که پس از پایان مسابقه در این جایگاه مورد تشویق بلند تماشاگران قرار گرفته‌است.
او پس از بازگشت از بازی‌های المپیک به سومالی با تهدید مرگ روبرو شد و پس از روبرو شدن با الشباب، این که یک ورزشکار است را انکار کرد. این سازمان حضور زنان در رویدادهای ورزشی را ممنوع اعلام کرد و عمر متعاقباً برای دستیابی به امید حضور در رقابت‌های بازی‌های المپیک تابستانی ۲۰۱۲ خود را به اتیوپی رساند. او با سفر به لیبی در سپتامبر ۲۰۱۱ تلاش کرد تا خود را به اروپا برساند. او به‌همراه سایر پناهجویان در سال ۲۰۱۲ اقدام به عبور از دریای مدیترانه کرد؛ اما هنگام تلاش برای سوار شدن به یک کشتی نیروی دریایی ایتالیا غرق شد، در حالی که قایقی که او سوار بر آن بود در حوالی ساحل لیبی پیدا شد. ماجرای زندگی عمر بعداً توسط راینهارد کلایست در قالب رمان گرافیکی رؤیای المپیک: سرگذشت سامیه یوسف عمر به تصویر کشیده‌شد.
کلید
- یادداشت–رتبه‌های ارائه‌شده برای رویدادهای میدانی تنها شامل مرحلهٔ مقدماتی ورزشکار می‌شوند
- ن/م = رویداد فاقد این دور مسابقه است

رویدادهای میدانی
| ورزشکار                | رویداد          | مقدماتی  | مقدماتی | نیمه‌نهایی          | نیمه‌نهایی          | فینال              | فینال              |
| ورزشکار                | رویداد          | زمان     | رتبه    | زمان               | رتبه               | زمان               | رتبه               |
| ---------------------- | --------------- | -------- | ------- | ------------------ | ------------------ | ------------------ | ------------------ |
| عبدالناصر سعید ابراهیم | ۵٬۰۰۰ متر مردان | ۱۴:۲۱٫۵۸ | ۱۲      | —                  | —                  | به این مرحله نرسید | به این مرحله نرسید |
| سامیه یوسف عمر         | ۲۰۰ متر زنان    | ۳۲٫۱۶    | ۸       | به این مرحله نرسید | به این مرحله نرسید | به این مرحله نرسید | به این مرحله نرسید |